# Heterophrictus milleti
Espèce
Synonymes
- Plesiophrictus mahabaleshwari Tikader, 1977

Heterophrictus milleti est une espèce d'araignées mygalomorphes de la famille des Theraphosidae.

## Distribution
Cette espèce est endémique du Maharashtra en Inde,.

## Description
La femelle holotype mesure 20,6 mm.

## Publication originale
- Pocock, 1900 : The fauna of British India, including Ceylon and Burma. Arachnida. London, p. 1-279 (texte intégral).